# ソーサリアンオンライン
『ソーサリアンオンライン』（SORCERIAN ONLINE）は、日本ファルコムがライセンスを発行し、電遊社によって開発、運営されていたMMORPG。2012年06月30日をもってサービスを終了した。

## 概要
1987年に日本ファルコムがパソコンゲームとして開発・発売した『ソーサリアン』の世界観を受け継いでいる。2007年からは、『ソーサリアン』の産みの親である木屋善夫がアドバイザーとして参加している。

## 運営形態
登録、プレイともに基本料金無料。アイテム課金制である。

## 沿革
当初は2005年中に電遊社による開発、エキサイトによる運営で正式サービスを開始するとアナウンスされていたが、スケジュールが延期され、公式サイト開設時には同年7月上旬より正式サービスを開始する予定であるとしていた。しかし、開発スケジュールの遅れから、再度延期されることとなった。そして、10月末に正式サービスを開始するとアナウンスしたものの、またもや延期となった。2006年11月13日に運営も電遊社が行うと発表され、同年11月16日17時に正式にサービスを開始した。2011年2月2日ゲームの更新終了をアナウンス。
- 2005年04月 日本ファルコムのライセンス提供オンラインゲーム第2弾タイトルとして発表。
- 2006年05月 公式サイトを開設。
- 2006年05月 第一次クローズドβテストを開始し、翌6月上旬にテストを終了。
- 2006年09月 第二次クローズドβテスト。
- 2006年11月13日 運営もエキサイトから電遊社に移行される。
- 2006年11月16日 日本国内で正式サービス開始。
- 2009年01月28日 サポートプレイヤー制度開始。
- 2011年02月02日 ゲーム自体の更新終了をアナウンス。ゲーム自体のサポート、運営自体は当面継続される。
- 2012年03月28日 同年6月30日付でのサービス終了を告知。
- 2012年06月30日 15:00をもってサービス終了。

## ゲームの特徴
原作にも登場した敵キャラクターやアレンジ曲など、原作ソーサリアンの世界観を表現したデザインとなっている。

### ゲーム形態
町であるヤマト・リドニア・ペンタウァの三箇所は全プレイヤー共通のサーバーとなっているが、町の外へ出る時には「個人ホスト」と「パブリックホスト」の二つの内から接続するサーバーを選択する。「個人ホスト」はプレイヤー個人のコンピュータがサーバーとなってゲームを行うもので、8人まで接続可能。「パブリックホスト」は運営側から用意されている共有サーバーで、2009年3月5日現在PublicHost1とPublicHost2の二つがあり、それぞれ30人ずつ接続可能。インベイジョンは主にPublicHost1で行われる。一部のダンジョンボスなどはパブリックホストには出現しない。
プレイヤーは基本的に自分のホスト内でゲームをし、他プレイヤーと一緒に遊ぶ場合は、同一プレイヤーの個人ホストか、同じパブリックホストに接続する必要がある。このため、一般的なMMORPGに見られるモンスターやアイテムの横取りなどプレイヤー間のトラブルがあまり発生しない。一方で、プレイヤーを自分のホストに招待するにはルータのポート解放などの設定が必要であり、若干複雑なシステムとなっている。

### ゲームの目的
プレイヤーはキャラクター作成時に所属国をヤマトとリドニアの二つから選び、自国のチャプタークエストをこなしながら、ペンタウァに辿り着くことがゲーム序盤の目的となる。
ペンタウァでは、原作の15本のシナリオを基にしたチャプタークエストを受けることができ、2009年3月5日現在、「消えた王様の杖」「ルシフェルの水門」「失われたタリスマン」の3本のシナリオが実装されている。また、他プレイヤーとパーティを結成して各地にあるダンジョンやボスを攻略することなど、一般的なオンラインRPGに共通したシステムもあり、原作を知らないプレイヤーも問題なく遊ぶことができるようになっている。

### クラス、ランク
プレイヤーは初期で10種類、ペンタウァで3種類、合計13種類の「クラススキル」（職業）のうちから2種を選択する。また近接攻撃用の「武器スキル」（使用する近接武器）を6種類の中から一つ選択する。他に遠隔攻撃用の武器スキルとして「弓」もあり、両者は同時に装備する。これらのスキルは全て、町にある「ホーム」で自由に変更が可能。
強さは「ランク」と「熟練度」で表され、初めは全クラススキル・武器スキルがランク1・熟練度0の状態でスタートする。熟練度は100が最大で、この状態で町にいる各クラス師範・武器スキル師範に話しかけると、次のランクを修得することができる。例えば、クラス「ファイターＩ」と「フェンサーＩ」が熟練度100に達すると、「ファイターＩＩ」と「フェンサーＩＩ」の熟練度0を修得できる。ただし、ファイターＩとフェンサーＩの熟練度は0に戻される。
現在、クラススキル・武器スキルはランク4までが実装されている。

### インベイジョン
ヤマト、リドニアでは毎日決まった時刻に「インベイジョン」が開催される（定員30名）。ヤマトではファルティシア草原、リドニアではアトレ岬が舞台で、侵攻するモンスターの大軍から町を防衛するというミッション。指定されたランク以下のクラスで、キャラクター作成時に所属国に選んだ国でのみ参加できる。
インベイジョンではアイテムドロップや熟練度上昇はせず、死亡してもデスペナルティを受けない。条件を満たして防衛に成功すると、参加者は貢献度に応じて「ブロンズメダル」を1枚～3枚受け取ることができる（防衛に失敗した場合は1枚のみ）。メダルは他では入手できないレア装備品と交換することができる。

## ゲームシステム

### 戦闘
- 武器攻撃はタイミングよく2～3回行うことで、行動の隙をキャンセルして連続攻撃にすることができる。そのため簡易的なアクション性を持った戦闘となっており、一般的なMMORPGの戦闘と一線を画している。
- HP　…　体力。ヒーリングなどで回復できる。0になると死亡となり、装備しているクラススキル・武器スキルの熟練度減少・装備品のDUR（耐久値）半減、所持している未鑑定品の消失などのデスペナルティを受け、自宅に戻される。
- MP　…　魔法を発動するのに必要。ヒーリングなどで回復できる。
- ST　…　100が最大値（初期値100）。武器攻撃を行うと一定量消費するが、常に少しずつ時間回復していく。STが0になると、50に回復するまでの間息切れをして行動ができず、回避率低下・被クリティカル率上昇状態になる。STを0にしないよう注意しながら戦うことが、このゲームの特徴の一つ。
- EP　…　200が最大値（初期値0）。武器攻撃を敵に当てたり、敵の物理攻撃を受けたりすることで蓄積される。スキルを発動するのに必要で、消費量はスキルごとに異なる。ヒーリングをすると少しずつ減ってしまう。ログアウトしたりマップを移動したりすると0に戻される。
- 「受け流し」　…　一時的に防御姿勢を取り、この状態で敵の近接攻撃を受けるとダメージを軽減し、カウンター攻撃を発動するようになる。EPを少し消費するが、EP0の状態でも使用可能。

### ステータス
- スキル　…　
  - 1時間スキル（各クラス1つずつ、再使用1時間）
  - クラススキル（特定のクラス専用スキル）
  - セレクトスキル（スキル装備欄に装備すると使用できるスキル）
  - 武器スキル（特定の武器を使うスキル）
  - 秘薬スキル（特定の武器で秘薬アイテムを使用できるようになるパッシブスキル）

の5種類がある。スキル名は日本語表記。
- 魔法　…　攻撃魔法、回復魔法、弱体魔法、強化魔法と、その他の魔法に大別できる。個々の魔法は地・水・火・風・光・闇のいずれかの属性を持っていて、魔法の属性に対応したゲーム内曜日に使用すると効果が高まる。魔法の名称は全て英字表記。
- 近接武器は両手剣・片手剣・短剣・片手棍・両手杖・格闘の6種。装備している武器スキル（前述）と同じ種別の武器しか装備できない。遠隔武器は弓のみ。
- 装備は頭、首、胴、腰、手、背、脚、足、指輪L、指輪R、近接武器、盾、遠隔武器の13種。両手で使用する武器スキル（両手剣、格闘、両手杖）を装備している場合、盾は装備できない。

### 星魔法
首・腰・背・指輪以外の装備には、「星魔法」を掛けて強化することができる。星魔法はプレイヤー自身は使用できず、町にいる星魔法屋に装備を渡して掛けてもらう仕組み。星魔法効果は強力なものやマイナス効果になるものなど多数あるが、重ねて掛けるほど装備に負荷が掛かり、失敗すると壊れてしまう。一部の特殊装備には星魔法が掛けられない。

## クラス一覧
- ファイター　…　近接攻撃力の優れたクラス。得意な武器は両手剣。1時間スキル「ソウルレイジ」は一定時間、近くのパーティーメンバー全員の近接攻撃力・近接命中率を著しく上昇させる。
- レンジャー　…　遠隔攻撃力の優れたクラス。得意な武器は弓。1時間スキル「ファルコンショット」は強力な遠隔武器の一撃を放つ。
- ガード　…　防御力の優れたクラス。1時間スキル「インビンシブル」は一定時間、物理攻撃でダメージを受けなくなる。
- フェンサー　…　近接命中率の優れたクラス。得意な武器は片手剣。1時間スキル「エースストライク」は一定時間、全ての近接攻撃にクリティカルが発生する。
- シューター　…　遠隔命中率の優れたクラス。得意な武器は弓。1時間スキル「クリティカルショット」は一定時間、全ての遠隔攻撃にクリティカルが発生する。
- ローグ　…　回避率の優れたクラス。得意な武器は短剣。1時間スキル「イベイジョン」は一定時間、物理攻撃を全て回避する。
- ソーサラー　…　攻撃魔法を得意とするクラス。得意な武器は両手杖。1時間スキル「メンタルフォース」は、次に使用する攻撃魔法がMPを消費せず強力なものになる。
- カースメイカー　…　弱体魔法を得意とするクラス。得意な武器は両手杖。1時間スキル「デモンズカース」は、敵対している全ての敵に強力な呪いをかける。
- ヒーラー　…　回復魔法を得意とするクラス。得意な武器は片手棍。1時間スキル「女神の息吹」は、近くのパーティーメンバー全員のHPを全回復する。
- プリースト　…　強化魔法を得意とするクラス。得意な武器は片手棍。1時間スキル「バトルソング」は一定時間、近くのパーティーメンバーのHP・MP・ST・EPを強力に時間回復させる。
- グラディエイター　…　近接攻撃力・命中率に優れたクラス。得意な武器は格闘。ファイターＩとフェンサーＩを熟練度100にして、ペンタウァの師範に話すと修得できる上位スキル。1時間スキル「ファイナルカウンター」は一定時間、敵の近接物理攻撃全てにカウンターを発動する。
- メイジ　…　攻撃魔法・弱体魔法が得意なクラス。得意な武器は両手杖。ソーサラーＩとカースメイカーＩを熟練度100にして、ペンタウァの師範に話すと修得できる上位スキル。1時間スキル「精霊の息吹」は一定時間、魔法でMPを消費しなくなる。
- クレリック　…　回復魔法・強化魔法が得意なクラス。得意な武器は片手棍。ヒーラーＩとプリーストＩを熟練度100にして、ペンタウァの師範に話すと修得できる上位スキル。1時間スキル「スピリットテイカー」は、近くのパーティーメンバーのHP・MPを半分回復する。

## 問題点
サービス開始から1年ほどは、バグ修正やホストの不具合などに対する運営の迅速な対応や、ゲームマスターとの友好的な交流が盛んであったが、2007年10月のアップデート以降、ほとんどのバージョンアップが行われず、またゲームマスターの事実上の不在、Windows Vistaへの未対応など、ほぼ運営側の放置状態が続いている。